# Паул Маузер
Паул Маузер (њем. Paul Peter Mauser; Оберндорф ам Некар, 27. јун 1838 — Оберндорф ам Некар, 28. мај 1914) је био њемачки конструктор ватреног оружја.
Заједно са братом Вилхелмом је конструисао 1865. године једнометну пушку калибра 11 mm са пуњењем страга (острагуша). Ова улази у наоружање њемачке војске 1871. под ознаком Mauser-Infanteriegewehr.
У својој фабрици оружја прави и пушку М.80 уз модификације које је предложио српски конструктор М. Миловановић. Оне су укључивале измјене на цијеви, нишану и затварачу. Ових пушака је испоручено око 100 000 комада за српску војску под називом Маузер-Кока (исто зване и Маузер-Кокине пушке, пушка Кокинка).
Маузер је био конструктор већег броја модела пушака и пиштоља уведених у наоружање многих земаља.